# ВО-6 «Сян»

Бійці сотні «Ударники-4» Володимира Щигельського -«Бурлаки»

ВО-6 «Сян» — воєнна округа Української повстанської армії (на території Закерзоння), частина оперативної групи УПА-Захід.

## Історія

### Літо 1944— листопад 1944
ВО-6 «Сян» — 1-й командир курінний «Ударник» (Яків Чорній) (†23.12.1944), заступник командира і начальник штабу «Пік» (Павлик Володимир), включав з 7.08.1944 сотні:
- «Пугача»
- «Біра»
- «Бурлаки».

### З 1 жовтня 1944 року до квітня 1945 року
- Лемківський курінь «Лемківщина» — кур. «Рен» (Мізерний Василь, †24.08.1949)
  - сотня «Веселого»
  - сотня «Нечая»
  - сотня «Бурлаки»
  - сотня «Байди»
- Перемиський курінь «Лютий»? — кур. «Євген» (Гуштак Михайло, †14.09.1947)
  - сотня «Громенка»
  - сотня «Осипа» (Микола Дутка, 8.1944 — †19.10.1944)
  - сотня «Кармелюка»
  - сотня «Ворона» (раніше — «Євгена»)
  - сотня «Крісового» (раніше — «Бульби)»

З листопада 1944 року до квітня 1945 року ВО-6 «Сян» була ліквідована, як округа, а ті загони, які залишалися на її території, були підпорядковані ВО-2 «Буг».

### Травень 1945— серпень 1947
Як самостійна одиниця ВО-6 «Сян» відновлена з травня 1945 року в зв'язку з наступом в лютому 1945 року Червоної армії та утворенням лінії державного кордону між СРСР та Польщею, (що посилено охоронявся), для оперативного керування силами УПА на тій частині етнічної української території, що ввійшла до складу Польщі. Діяла до ліквідації влітку 1947 року в зв'язку з проведенням польською владою етнічної чистки — операції «Вісла» та тотальною депортацією українців з батьківської землі.
Командиром відновленої ВО-6 «Сян» став курінний «Орест» (Мирослав Онишкевич).
Військова округа була розділена на три територіальні відтинки, в кожному з яких діяли один-два курені, що в свою чергу ділились на відділи УПА. Після переходу фронтів, зокрема в час великих боїв на Закерзонні 1946—1947 рр., в ВО «Сян» діяли відділи кількістю по 130—180 бійців.

## Сотні і курені ВО-6 «Сян»
1. 26-й (Лемківський) Тактичний відтинок «Лемко»  — майор «Рен» (Мізерний Василь, 11.1945 — 08.1947, †24.08.1949)
- 1-й лемківський курінь — курінний «Рен» (Мізерний Василь)
  - Відд. 94 «Ударники-1» — сотенний «Веселий» (Свистель Данило, 08.1944 — †02.04.1945), сотенний «Ярич» (02.04.1945 — 15.04.1945), сотенний «Дідик» (Григорович Франц, 15.06.1945 — 04.1946, †09.1947), сотенний «Бродич» (Гробельський Роман, 05.1946 — 09.1947, †8.02.1949)
  - Відд. 96 «Ударники-3» — сотенний «Нечай» (Фридер Михайло, 11.1944), сотенний «Бурий» (Масник Володимир, 11.1944 — 01.1946, сотенний «Бір» (Василь Шишканинець, 01.1946 — †28.02.1948)
  - Відд. 95а «Ударники-5» — сотенний «Хрін» (Стебельський Степан, 10.1945 — 15.08.1947)
  - Відд. 95б «Ударники-8» — сотенний «Стах» (04.1945 — 05.1946, 15.08.1947 — демобілізація 10.09.1948, †12.12.1948), сотенний «Крилач» (Ярослав Коцьолок, 06.1946 — 06.1946)
- 2-й Перемишльський курінь — курінний «Коник» (Михайло Гальо, 05.1945 — †07.01.1946), курінний «Байда» (Савченко Микола, 02.1946 — 08.1947)
  - Відд. 95 «Ударники-2» — сотенний «Громенко» (Дуда Михайло, 08.1945 — 10.1947, †07.07.1950)), сотенний «Орський» (Дмитро Карванський) (†7.01.1946)
  - Відд. 94а «Ударники-4» — сотенний «Бурлака» (Щигельський Володимир, 04.1944 — 09.1947, †07.04.1949)
  - Відд. 96а «Ударники-6» — сотенний «Зруб», сотенний «Барон» (†22.10.1945), сотенний «Яр» (Кучер Михайло, 10.1945 — 23.07.1946), сотенний «Крилач» (Ярослав Коцьолок, 23.07.1946 — †13.06.1947)
  - Відд. 94б «Ударники-7» — сотенний «Ластівка» (Григорій Янківський, 01.1946 — †05.06.1947)
  - Відд. ?? (без назви) — сотенний «Ворон» (Сорочак Володимир, 07.1944 — 10.1945)

2.  27-й (Любачівський) Тактичний відтинок-27 «Бастіон» (Перемишильщина). Командир ТВ-27 — майор «Залізняк» (Іван Шпонтак).
- Любачівський курінь «Месники» — курінний «Залізняк» (Шпонтак Іван), 09.1944 — 07.1947
  - Відд. 97 «Месники-1» — сотенний Шиманський Іван «Шум», 10.1944 — 10.1945, сотенний Ухань Михайло «Умань», 11.1945 — †02.02.1946, сотенний Щирба Василь «Підкова», 02.1946 — 03.1946, †02.1947, сотенний Мазур Григорій «Калинович», 04.1946 — 09.1947, †28.04.1949
  - Відд. 98 «Месники-2» — сотенний «Метелик» (інше псевдо — «Петренко»), 15.11.1944 — 26.12.1944, сотенний «Біс» (…Павло, 26.12.1944 — 13.04.1945), сотенний Булас Теодор «Балай», 13.04.1946 — 15.07.1946), сотенний «Умань», 15.07.1946 — 31.08.1946), сотенний Тарабан Микола «Туча», 09.1945, 06.1946 — 09.1947, рейд на Захід
  - Відд. 97а «Месники-3» — сотенний Шиманський Іван «Шум», 04.1946 — 08.1947, †07.09.1947
  - Відд. 98а «Месники-4»  (01.1946 — 10.1946) — сотенний Ярмола Василь «Яр», †07.1947,
  - Відд. 97б — «Месники-5»  (04.1946 — 07.1947) — сотенний Левко Григорій «Крук»

За даними П.Мірчука сотенними відділів ТВ-27 були також: «Хома» (†24.10.1944), «Байда» (Микола Савченко), «Чорний» (Рудак Данило), «Осип», «Черник» (Марушак Михайло), «Нечай» (Фрідер Михайло), «Зруб».
3. 28-й (Холмський) Тактичний відтинок «Данилів» (Холмщина) — Командири: хорунжий Ягода (Мар'ян Лукасевич, 03.1945 — 17.09.1945), хорунжий Прірва (Євген Штендера, 09.1945 — 11.1946, рейд на Захід), хорунжий Беркут (Володимир Сорочак, 28.11.1946 — 30.09.1947, рейд на Захід).
- Холмський курінь «Вовки» — курінний «Ягода», курінний «Прірва», курінний «Беркут»[2]
  - Відд. 99 «Вовки-1» — сотенний «Яструб» (Сидорук Олекса, 10.1944 — 12.1945, 03.04.1945), сотенний Василь Колтонюк «Кропива» (04.1945, 04.1946 — 13.05.1946), сотенний «Крапка» (Михайло Курас 04.1945 — 26.02.1946), сотенний Ярмола Василь «Яр», 01.1947 — 07.1947)
  - Відд. 100 «Вовки-2» — сотенний «Карпо» (Пилипчук Павло, 11.1944 — 21.12.1944), сотенний «Багряний» (Євген Дацюк, 1945), сотенний «Лис» (Іван Шелева, 21.12.1945 — 1946), сотенний «Дуда» (Янчук Євген, 05.1946 — 22.08.1947 або 09.09.1947)
  - Відд. ?? «Вовки-3» — сотенний «Зірка» (Володимир Сівак, 1945 — арешт 17.01.1946, 02.1946), сотенний «Гайда» (Євген Сівак 03.02.1946 — 28.02.1946), сотенний «Давид» Степан Приступа, 05.1946 — 24.06.1947)
  - Відд. ?? — сотенний «Чавс» Краль Василь (01.1946 — 09.1947, арешт 1948)[3]

За даними П.Мірчука до ТВ-28 також належали відділи: «Галайда-2» (командири: Шклянка Григорій-«Куліш», «Ворон»), «Кочовики» (командир Євген Лобай-«Штиль»).
Після проведення польською владою операції «Вісла» на етнічних українських територіях Закерзоння фактично не залишилось українців. Не стало підтримки населення і не залишилось кого захищати.
25 травня 1947 року бойові сотні одержали лист Проводу УПА зі словами: 
| «Тепер жде Вас тяжке завдання, яке мусите виконати з честю. Відходити туди, куди велить наказ! ...Іти до вільного світу і роз'яснювати про боротьбу УПА і злочини комуни.» |
З червня 1947 сотні УПА почали залишати територію Закерзоння і вирушили рейдом в Західну Німеччину. До кінця літа Військова округа «Сян» фактично припинила своє існування, формально вона була ліквідована в листопаді 1947.

## Видавнича діяльність
Друкованим органом ВО-6 «Сян» був часопис «Лісовик».